# Issoire

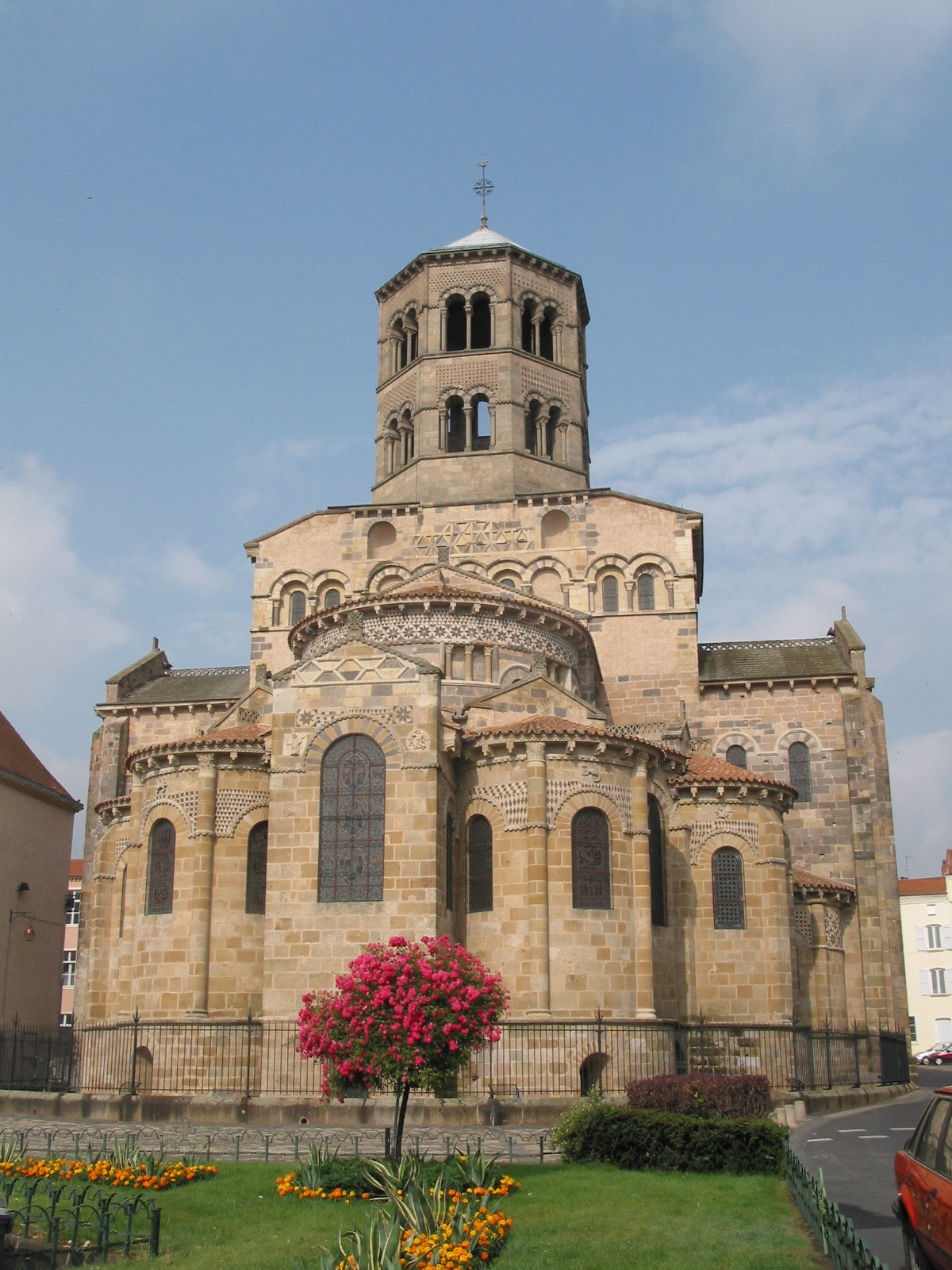
Saint Austremoine (XII secolo)

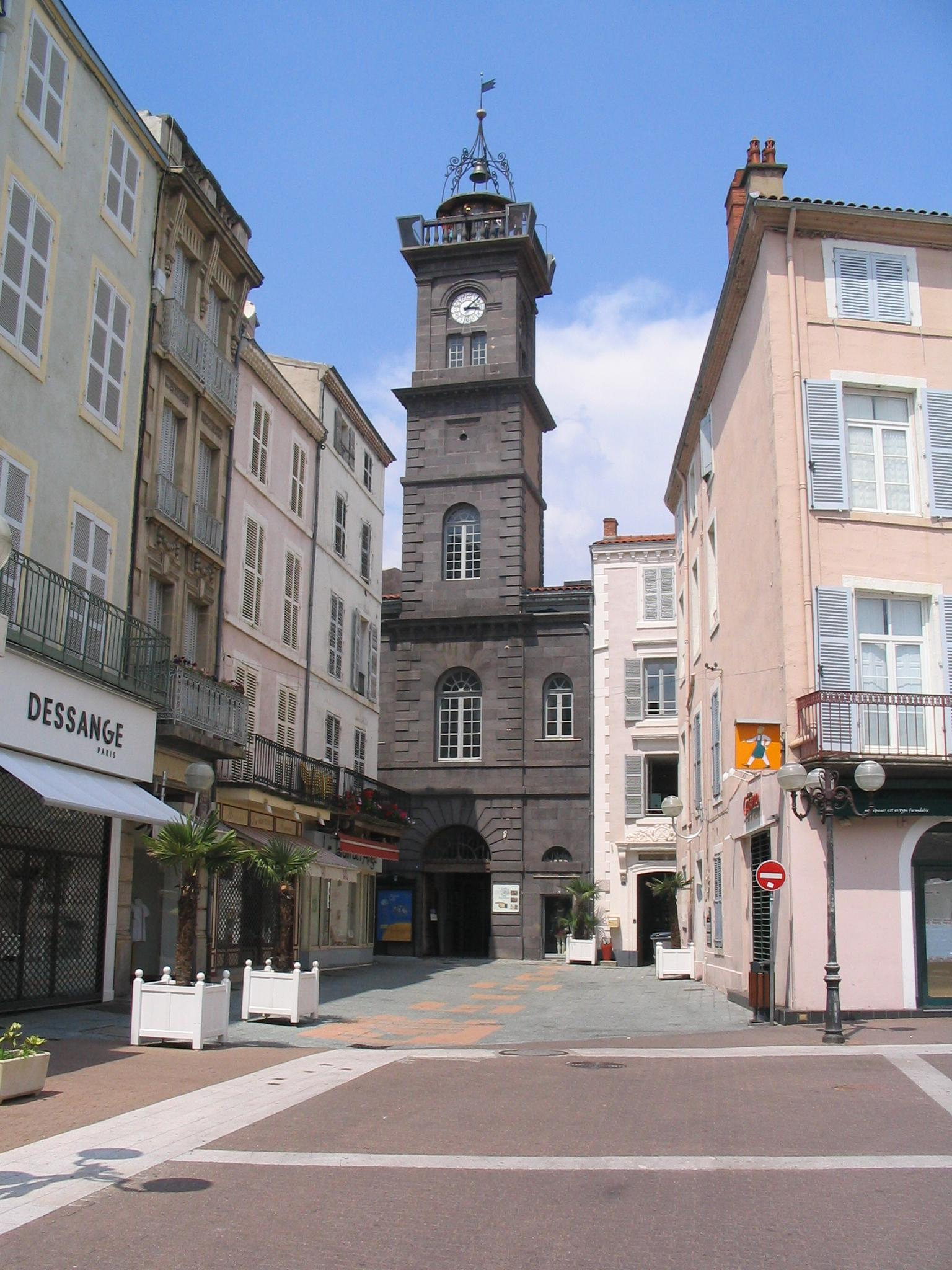
La torre dell'orologio

Issoire /iˈswaʀ/ (in occitano Soire) è un comune francese di 14 416 abitanti situato nel dipartimento del Puy-de-Dôme nella regione dell'Alvernia-Rodano-Alpi.
 La cittadina è nota per la chiesa di Sant'Austremonio (XII secolo) in stile romanico, ornata dagli affreschi sul Giudizio finale (XV secolo) e impreziosita da una fra le più belle cripte d'Alvernia.

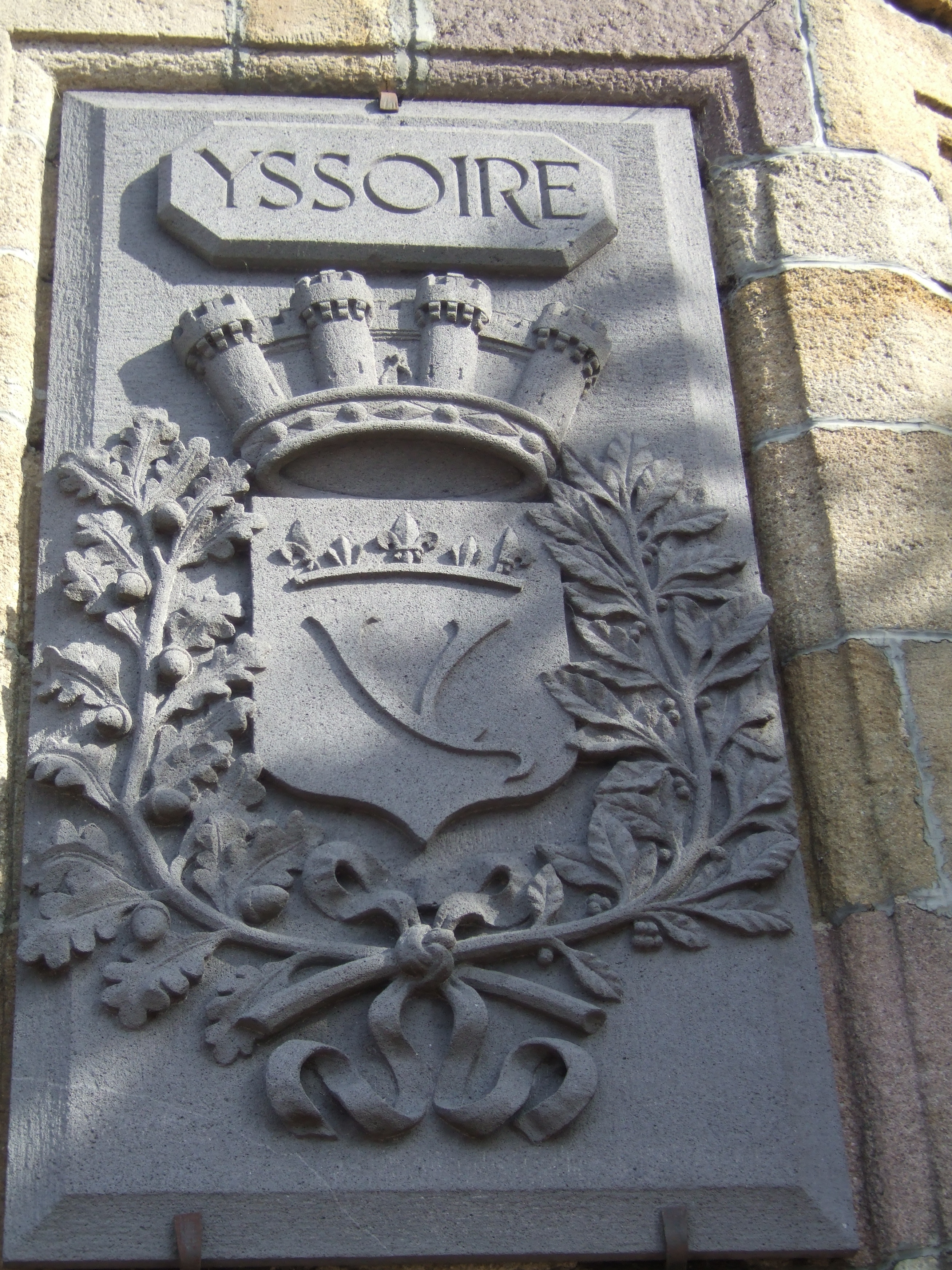
Lo stemma della città sulla porta est

## Società

### Evoluzione demografica
Abitanti censiti

## Economia
- Voxan (casa motociclistica)

## Amministrazione

### Gemellaggi
- Neumarkt in der Oberpfalz, dal 1971